# Myrteae
Myrteae DC., 1827 è una tribù di piante appartenente alla famiglia delle Mirtacee.

## Tassonomia
La tribù è suddivisa in 9 sottotribù e 49 generi:.
- Sottotribù Blepharocalycinae

- Blepharocalyx O.Berg

- Sottotribù Decasperminae

- Archirhodomyrtus (Nied.) Burret
- Austromyrtus (Nied.) Burret
- Decaspermum J.R.Forst. & G.Forst.
- Gossia N.Snow & Guymer
- Kanakomyrtus N.Snow
- Lithomyrtus F.Muell.
- Myrtella F.Muell.
- Octamyrtus Diels
- Pilidiostigma Burret
- Rhodamnia Jack
- Rhodomyrtus (DC.) Rchb.
- Uromyrtus Burret

- Sottotribù Eugeniinae

- Calyptrogenia Burret
- Eugenia P.Micheli ex L.
- Hottea Urb.
- Myrcianthes O.Berg
- Pseudanamomis Kausel

- Sottotribù Luminae

- Luma A.Gray
- Myrceugenia O.Berg
- Nothomyrcia Kausel
- Temu O.Berg

- Sottotribù Myrciinae

- Myrcia DC. ex Guill.

- Sottotribù Myrtinae

- Accara Landrum
- Calycolpus O.Berg
- Chamguava Landrum
- Myrtus Tourn. ex L.

- Sottotribù Pimentinae

- Acca O.Berg
- Campomanesia Ruiz & Pav.
- Curitiba Salywon & Landrum
- Feijoa O.Berg
- Legrandia Kausel
- Mosiera Small
- Myrrhinium Schott
- Pimenta Lindl.
- Psidium L.

- Sottotribù Pliniinae

- Algrizea Proença & NicLugh.
- Myrciaria O.Berg
- Neomitranthes D.Legrand
- Plinia Plum. ex L.
- Siphoneugena O.Berg

- Sottotribù Ugninae

- Lenwebbia N.Snow & Guymer
- Lophomyrtus Burret
- Myrteola O.Berg
- Neomyrtus Burret
- Ugni Turcz.

Generi incertae sedis
- Amomyrtella Kausel
- Amomyrtus (Burret) D.Legrand & Kausel
- Myrtastrum Burret